# Omayra Sánchez Garzón
Omayra Sánchez Garzón (Armero, Colòmbia, 28 d'agost de 1972 - Armero, Colòmbia, 16 de novembre de 1985) va ser una nena colombiana de 13 anys, que va morir a l'erupció del volcà Nevado del Ruiz. Va guanyar el reconeixement mundial per haver estat atrapada al fang i les restes de casa seva durant tres dies, mentre les càmeres de televisió transmetien constantment les darreres hores de la seva vida. Al lloc on va patir l'agonia, hi ha un pòster de la Fundació Armando Armero, que forma part del Centre d'Interpretació de la Memòria i la Tragèdia d'Armero, que explica la seva història.
Després que un lahar li enderroqués la casa, va quedar atrapada sota la runa, amb les cames atrapades entre una làmina de ciment i el cadàver de la seva tieta, on va estar tres dies enmig del fang. La seva valentia i dignitat van commoure periodistes i socorristes que van fer un gran esforç per revifar-la. Després de 60 hores de lluita, va morir, probablement de gangrena o hipotèrmia. La seva mort va revelar que els funcionaris no eren capaços de respondre adequadament a l'amenaça volcànica en comparació amb els esforços per aconseguir i atendre les víctimes capturades pels voluntaris i el personal de rescat, tot i els subministraments i equips inadequats.
Una fotografia seva, feta pel periodista Frank Fournier, va ser publicada als mitjans de comunicació de tot el món. La foto va rebre el reconeixement de Foto de l'any de la World Press el 1986. Omayra s'ha mantingut com una figura de la cultura popular, recordada a través de la música, la literatura i articles commemoratius.